# アレクセイ・クドリン
アレクセイ・レオニードヴィチ・クドリン（クードリン、ロシア語: Алексе́й Леони́дович Ку́дрин、ラテン文字表記の例：Aleksei Leonidovich Kudrin、1960年10月12日 - ）は、ロシア連邦の政治家、実業家。ウラジーミル・プーチン政権とドミートリー・メドヴェージェフ政権でロシア連邦前副首相兼第11代ロシア連邦財務大臣を務めた。

## 経歴
1960年10月12日にソビエト連邦のラトビア・ソビエト社会主義共和国のドベレ市に誕生する。1983年にレニングラード大学経済学部を卒業後にソ連科学アカデミー社会経済問題研究所に勤務し、ここでアナトリー・チュバイスと知り合い、親交を持つ。1988年にソ連科学アカデミー経済研究所大学院を修了し、経済学博士候補号を授与される。
1990年にレニングラード（ソビエト連邦の崩壊後に旧市名サンクトペテルブルクに改称）のアナトリー・サプチャーク市長の下で同市執行委員会経済改革委員会副議長に就任し、以後サプチャーク市政の下で1992年からサンクトペテルブルク市財政局長、1994年からサンクトペテルブルク市副市長、経済・財政委員会議長を務める。プーチンとの関係もこの頃形成された。プーチン政権では、プーチンの出身地であるサンクトペテルブルクで共に働いた急進改革派の経済専門家が多数登用されており、クドリンもその一人である。ただしプーチンよりもチュバイスの直系であると見なされる。
1996年のサンクトペテルブルク市長選挙でクドリンは現職のサプチャークを支持し選挙対策責任者となる。しかしこの選挙ではウラジーミル・ヤコブレフ第一副市長がサプチャークを破ったため、クドリンはサプチャークに殉じる形でサンクトペテルブルク市政から離れる。
その後チュバイスの引きで1996年8月にロシア大統領府副長官に就任。チュバイスが第一副首相兼蔵相に就任すると、1997年4月に第一財務次官に就任する。1999年1月から統一エネルギーシステム副会長、1999年6月から第一財務次官をそれぞれ務める。
ボリス・エリツィン大統領が辞任してプーチン首相が大統領代行に就任すると、同郷のサンクトペテルブルク出身の経済テクノクラートであるクドリンは、2000年5月にミハイル・カシヤノフ内閣で副首相兼財務大臣に就任する。2004年3月に発足したミハイル・フラトコフ内閣でも財務大臣を務め、続く2007年9月からのヴィクトル・ズプコフ内閣で副首相兼務となり、2008年5月からのプーチン内閣でも副首相兼財務大臣に留任した。
2011年9月24日に統一ロシアの党大会でウラジーミル・プーチン首相が2012年ロシア連邦大統領選挙に立候補を表明すると、翌9月25日に訪問先のアメリカ合衆国の首都ワシントンで、プーチン大統領の下でメドヴェージェフ首相の内閣が組閣されれば、新政権には加わらない考えを示した
。そのため9月26日にメドヴェージェフ大統領より辞任を求められ、副首相兼財務相を辞任した。その後、12月12日には新党結成を目指す事を発表した。
2018年5月に会計検査院長に就任。2022年11月29日、プーチン大統領に辞表を提出し、ロシア連邦議会上院で辞任を承認された。
クドリンは「公務員として約25年間勤めた。今後は民間で働きたい」と申し出て、翌12月5日にはロシアを代表するIT企業ヤンデックスの顧問に就いたことが発表された。イギリスの『フィナンシャルタイムズ』はクドリンに近い関係者への取材から、プーチンが発動したウクライナ侵攻にクドリンは個人的には反対であったが、それをプーチンに伝えたり、公言したりすることはしなかったという。